# Írek
Az írek az északnyugat-európai Ír-szigetről eredő etnikai csoport. Magán a szigeten az elmúlt évszázadok nagyfokú kivándorlása következtében ma már a mintegy 85 millió főt számláló ír etnikumnak csak töredéke (mintegy ötmillió fő) él.
Írek több nyugati országban élnek, főleg az angolszász országokban, legtöbben az Amerikai Egyesült Államokban. Az Egyesült Államokban több mint 45 millióan vallják ír származásúnak és több mint ötmillióan skót-ír származásúnak magukat. (A skót-írek számát azonban egyes felmérések több mint 27 millióra teszik, azzal az indoklással, hogy e csoport tagjainak legnagyobb része "amerikaiként" jelölte meg magát a 2000-ben végzett népszámlálás során.)

## Vezetéknevek
A közös kelta eredettel bíró embereknek a nevük angol változata „O”-val vagy „Mc”-kel kezdődik (ritkábban ”Mac”-kel  és néha csak „Mc”-nak rövidítik a név elején). Az „O” a kelta Ó-ból jön, amely az Ua-ból jött (eredetileg hUa), melynek jelentése „unoka”, „leszármazott”.
Nevek, amelyek o-val kezdődnek:
Ó Brian (O'Brien), Ó Ceallaigh (Kelly), Ó Conchobair (O'Connor), Ó Dónaill (O'Donnell), Ó Maille (O'Malley), Ó Néill (O'Neill), és Ó Tuathail (O'Toole).
A „Mac” vagy „Mc” jelentése: a fia valakinek.

## Diaszpóra
Az ír diaszpóra ír emigránsokból és az országban élő leszármazottaikból áll, mint például az Amerikai Egyesült Államokban, Nagy-Britanniában, Kanadában, Ausztráliában, Új-Zélandon, Dél-Afrikában és a Karib-szigetek országaiban, Jamaicán és Barbadoson. Ezekben az országokban nagyszámú ír kisebbség  van, akik ezekben az országokban a katolikus egyház magját alkotják. Ír származású emberek jellemzően sokan vannak még Latin-Amerikában.

## Vallások
Az Ír Köztársaságban 2006-ban 3 681 446 ember, a lakosság 86,83%-a római katolikus. Észak-Írországban a lakosság 53,1% protestáns (21,1% presbiteriánus, 15,5% anglikán/Church of Ireland, 3,6% metodista, 6,1% egyéb keresztény).